# Michael Walchhofer
Michael Walchhofer (ur. 28 kwietnia 1975 w Radstadt) – austriacki narciarz alpejski, wicemistrz olimpijski, czterokrotny medalista mistrzostw świata oraz trzykrotny zwycięzca klasyfikacji zjazdu Pucharu Świata.

## Kariera
Po raz pierwszy na arenie międzynarodowej Michael Walchhofer pojawił się 17 grudnia 1994 roku w Neustift im Stubaital, gdzie w zawodach FIS Race zajął szesnaste miejsce w gigancie. Nigdy nie wystąpił na mistrzostwach świata juniorów. Pierwsze sukcesy osiągnął w sezonie 1998/1999, kiedy zwyciężył w klasyfikacji generalnej Pucharu Europy oraz był najlepszy w klasyfikacji slalomu. Na początku 1999 roku, 6 stycznia w Kranjskiej Gorze zadebiutował w zawodach Pucharu Świata, kończąc slalom na dziewiątej pozycji. Tym samym już w swoim debiucie zdobył pierwsze pucharowe punkty. Wystąpił jeszcze w dwóch zawodach PŚ w tym sezonie, jednak wyniku z debiutu nie poprawił i w klasyfikacji generalnej zajął 81. miejsce. W 1999 roku wystartował także na mistrzostwach świata w Vail, gdzie rywalizacji w slalomie nie ukończył, a w kombinacji zajął szóste miejsce.
W trzech kolejnych sezonach uzyskiwał stopniowo coraz lepsze wyniki, w tym 21 stycznia 2001 roku w Kitzbühel po raz pierwszy stanął na podium zawodów pucharowych, zajmując drugie miejsce w kombinacji. Punktował jeszcze kilkukrotnie i w sezonie 1999/2000 zajął 43. miejsce w klasyfikacji generalnej i drugie w klasyfikacji kombinacji, za Norwegiem Lasse Kjusem. W kombinacji wystartował także na mistrzostwach świata w St. Anton w lutym 2001 roku, jednak nie ukończył rywalizacji. W tej samej konkurencji był piąty po zjeździe podczas rozgrywanych rok później igrzysk olimpijskich w Salt Lake City. Slalomu do kombinacji jednak nie ukończył i ostatecznie nie był klasyfikowany. W zawodach pucharowych sezonu 2001/2002 czterokrotnie stawał na podium: 8 grudnia w Val d’Isère był trzeci w zjeździe, 15 grudnia 2001 roku w Val Gardena był drugi w tej samej konkurencji, 20 stycznia w Kitzbühel zajął trzecie miejsce w kombinacji, a 2 lutego 2002 roku w Sankt Moritz był trzeci zjeździe. W efekcie w klasyfikacji generalnej zajął 23. miejsce, w klasyfikacji zjazdu był dziewiąty, a w klasyfikacji kombinacji zajął piąte miejsce.
Pierwsze zwycięstwo w zawodach PŚ odniósł 26 stycznia 2003 roku w Kitzbühel, gdzie okazał się najlepszy w kombinacji. Ponadto jeszcze cztery razy stawał na podium: 7 grudnia w Beaver Creek, 21 grudnia w Val Gardena, 11 stycznia w Bormio i 18 stycznia w Wengen zajmował drugie miejsce w biegu zjazdowym. Wyniki te pozwoliły mu zająć dziewiąte miejsce w klasyfikacji generalnej, drugie w klasyfikacji kombinacji oraz trzecie w klasyfikacji zjazdu. W klasyfikacji kombinacji lepszy okazał się jedynie Bode Miller z USA, a wśród zjazdowców wyprzedzili go jego rodak, Stephan Eberharter oraz Daron Rahlves z USA. W lutym 2003 roku startował na mistrzostwach świata w Sankt Moritz, gdzie wywalczył złoty medal w zjeździe. W zawodach tych wyprzedził bezpośrednio Norwega Kjetila André Aamodta oraz Bruno Kernena ze Szwajcarii. Na tych samych mistrzostwach wystąpił także w kombinacji, jednak nie ukończył zawodów. Podobne wyniki Austriak osiągnął w kolejnym sezonie, który ukończył na siódmej pozycji. W pierwszej trójce plasował się pięć razy, w tym 29 listopada 2003 roku w Lake Louise zwyciężył w biegu zjazdowym. W klasyfikacjach zjazdu, supergiganta i kombinacji zajmował piąte miejsce.
Najlepsze wyniki w cyklu Pucharu Świata Walchhofer osiągnął w sezonie 2004/2005, kiedy zajął czwarte miejsce w klasyfikacji generalnej. Na podium stawał dziesięć razy, w tym czterokrotnie na najwyższym stopniu: 17 grudnia w Val Gardena w supergigancie oraz 15 stycznia w Wengen, 18 i 19 lutego 2005 roku w Garmisch-Partenkirchen w zjeździe. W klasyfikacji supergiganta był piąty, a w klasyfikacji zjazdu zdobył Małą Kryształową Kulę, wyprzedzając Bode Millera oraz kolejnego Austriaka, Hermanna Maiera. Podczas mistrzostw świata w Bormio nie obronił tytułu mistrzowskiego z Sankt Moritz, zdobył jednak trzy medale. Najpierw wywalczył srebrny medal w supergigancie, rozdzielając na podium Millera i Benjamina Raicha. Parę dni później zajął trzecie miejsce w zjeździe, ulegając tylko Millerowi i Rahlvesowi. Ponadto wspólnie z Renate Götschl, Kathrin Zettel, Nicole Hosp, Rainerem Schönfelderem i Raichem wywalczył srebrny medal w rywalizacji drużynowej.
Najważniejszym punktem sezonu 2005/2006 były igrzyska olimpijskie w Turynie. Austriak zdobył tam swój jedyny medal olimpijski, zajmując drugie miejsce w biegu zjazdowym. Na podium rozdzielił tam Francuza Antoine'a Dénériaza i Szwajcara Bruno Kernena. Na tych samych igrzyskach wystartował także w kombinacji. Podobnie jak cztery lata wcześniej po zjeździe zajmował piąte miejsce, jednak slalomu do kombinacji nie ukończył i nie był klasyfikowany. W zawodach PŚ wielokrotnie plasował się w najlepszej dziesiątce, jednak na podium stawał rzadziej niż przed rokiem. W sumie w najlepszej trójce znalazł się pięć razy, w tym odniósł trzy zwycięstwa: 10 grudnia 2005 roku w Val d’Isère i 21 stycznia 2006 roku w Kitzbühel był najlepszy w zjeździe, a 11 grudnia w Val d’Isère wygrał supergiganta. W klasyfikacji generalnej dało mu to piąte miejsce, w klasyfikacji kombinacji był drugi za Raichem, a w klasyfikacji po raz drugi w karierze był najlepszy.
Przez dwa kolejne sezony plasował się poza najlepszą dziesiątką klasyfikacji generalnej PŚ. W tym czasie cztery razy stanął na podium, za każdym razem odnosząc zwycięstwo w zjeździe: 28 i 29 grudnia 2006 roku w Bormio, 30 listopada 2007 roku w Beaver Creek oraz 15 grudnia 2007 roku w Val Gardena. W sezonie 2007/2008 dało mu to trzecie miejsce w klasyfikacji zjazdu, w której wyprzedzili go tylko Szwajcar Didier Cuche i Bode Miller. W lutym 2007 roku brał udział w mistrzostwach świata w Åre, zajmując piętnaste miejsce w zjeździe, a superkombinacji nie ukończył.
Trzecią w karierze Małą Kryształową Kulę za zwycięstwo w klasyfikacji zjazdu zdobył w sezonie 2008/2009. Na podium stanął sześć razy, pięć razy w biegu zjazdowym i raz w supergigancie. Odniósł wtedy jedno zwycięstwo, 20 grudnia 2008 roku w Val Gardena był najlepszy w zjeździe. W klasyfikacji supergiganta był szósty, a w klasyfikacji generalnej zajął tym razem ósmą pozycję. Z mistrzostw świata w Val d’Isère w lutym 2009 roku wrócił jednak bez medalu. Zajął tam dwunaste miejsce w zjeździe, a w supergigancie uplasował się jedną pozycję niżej. Podczas rywalizacji w biegu zjazdowym Walchhofer wystartował w niekorzystnych warunkach atmosferycznych (mgła na trasie), ukończył jednak zawody, uzyskując dwunasty wynik. Po proteście trenera Walchhofer po raz drugi tego samego dnia pokonał trasę, w nieco lepszych warunkach i osiągnął dziewiąty rezultat, jednak po zakończeniu zawodów jury uznało, iż to pierwszy przejazd jest ważny.
Na igrzyskach olimpijskich w Vancouver w 2010 roku Austriak był dziesiąty w zjeździe, a w supergigancie zajął 21. miejsce. W zawodach pucharowych na podium stanął cztery razy: 19 listopada w Lake Louise był trzeci w supergigancie, 12 grudnia w Val d’Isère w tej samej konkurencji był najlepszy, 29 grudnia w Bormio zajął trzecie miejsce w zjeździe, a 22 stycznia w Kitzbühel był drugi w supergigancie. Dało mu to drugie miejsce w klasyfikacji supergiganta, za Kanadyjczykiem Erikiem Guayem, a przed Akselem Lundem Svindalem z Norwegii. Był też szósty w klasyfikacji zjazdu i dziesiąty w klasyfikacji generalnej. Ostatni sukces osiągnął w sezonie 2010/2011, zajmując drugie miejsce w klasyfikacji zjazdu. W najlepszej trojce plasował się pięć razy: 27 listopada w Lake Louise wygrał zjazd, 17 grudnia w Val Gardena wygrał supergiganta, 29 grudnia 2010 roku w Bormio ponownie wygrał zjazd, 11 marca 2011 roku był trzeci w zjeździe, a dzień później po raz kolejny był najlepszy w tej konkurencji. Zajął ponadto czwarte miejsce w klasyfikacji supergiganta i piąte w klasyfikacji generalnej. Brał również udział w mistrzostwach świata w Garmisch-Partenkirchen, zajmując siódme miejsce w zjeździe i jedenaste w supergigancie.
W 2011 roku zakończył karierę.

## Osiągnięcia

### Igrzyska olimpijskie
| Miejsce | Dzień     | Rok  | Miejscowość    | Konkurencja | Czas biegu | Strata | Zwycięzca           |
| ------- | --------- | ---- | -------------- | ----------- | ---------- | ------ | ------------------- |
| DNS1    | 13 lutego | 2002 | Salt Lake City | Kombinacja  | 3:17,56    | -      | Kjetil André Aamodt |
| 2.      | 12 lutego | 2006 | Turyn          | Zjazd       | 1:48,80    | +0,72  | Antoine Dénériaz    |
| DNF2    | 14 lutego | 2006 | Turyn          | Kombinacja  | 3:09,35    | -      | Ted Ligety          |
| 10.     | 15 lutego | 2010 | Vancouver      | Zjazd       | 1:54,31    | +0,57  | Didier Défago       |
| 21.     | 19 lutego | 2010 | Vancouver      | Supergigant | 1:30,34    | +1,66  | Aksel Lund Svindal  |

### Mistrzostwa świata
| Miejsce | Dzień       | Rok  | Miejscowość          | Konkurencja     | Czas biegu | Strata | Zwycięzca           |
| ------- | ----------- | ---- | -------------------- | --------------- | ---------- | ------ | ------------------- |
| 6.      | 9 lutego    | 1999 | Vail                 | Kombinacja      | 2:43,09    | +1,89  | Kjetil André Aamodt |
| DNF1    | 14 lutego   | 1999 | Vail                 | Slalom          | 1:42,12    | -      | Kalle Palander      |
| DNF     | 5 lutego    | 2001 | St. Anton am Arlberg | Kombinacja      | 2:58,25    | –      | Kjetil André Aamodt |
| DNF     | 6 lutego    | 2003 | Sankt Moritz         | Kombinacja      | 3:18,41    | -      | Bode Miller         |
| 1.      | 8 lutego    | 2003 | Sankt Moritz         | Zjazd           | 1:43,54    | -      | -                   |
| 2.      | 29 stycznia | 2005 | Bormio               | Supergigant     | 1:27,55    | +0,14  | Bode Miller         |
| 4.      | 3 lutego    | 2005 | Bormio               | Kombinacja      | 3:19,10    | +1,45  | Benjamin Raich      |
| 3.      | 5 lutego    | 2005 | Bormio               | Zjazd           | 1:56,22    | +0,87  | Bode Miller         |
| 2.      | 13 lutego   | 2005 | Bormio               | Drużynowo       | 26 pkt     | +3 pkt | Niemcy              |
| DNF     | 8 lutego    | 2007 | Åre                  | Superkombinacja | 2:28,99    | -      | Daniel Albrecht     |
| 15.     | 11 lutego   | 2007 | Åre                  | Zjazd           | 1:44,68    | +1,88  | Aksel Lund Svindal  |
| 13.     | 4 lutego    | 2009 | Val d’Isère          | Supergigant     | 1:19,41    | +2,46  | Didier Cuche        |
| 12.     | 7 lutego    | 2009 | Val d’Isère          | Zjazd           | 2:07,01    | +1,84  | John Kucera         |
| 11.     | 9 lutego    | 2011 | Ga-Pa                | Supergigant     | 1:38,31    | +2,20  | Christof Innerhofer |
| 7.      | 12 lutego   | 2011 | Ga-Pa                | Zjazd           | 1:58,41    | +1,87  | Erik Guay           |

### Puchar Świata

#### Miejsca w klasyfikacji generalnej
- sezon 1998/1999: 81.
- sezon 1999/2000: 58.
- sezon 2000/2001: 43.
- sezon 2001/2002: 23.
- sezon 2002/2003: 9.
- sezon 2003/2004: 7.
- sezon 2004/2005: 4.
- sezon 2005/2006: 5.
- sezon 2006/2007: 16.
- sezon 2007/2008: 14.
- sezon 2008/2009: 8.
- sezon 2009/2010: 10.
- sezon 2010/2011: 5.

#### Zwycięstwa w zawodach
1. Kitzbühel – 26 stycznia 2003 (kombinacja)
2. Lake Louise – 29 listopada 2003 (zjazd)
3. Val Gardena – 17 grudnia 2004 (supergigant)
4. Wengen – 15 stycznia 2005 (zjazd)
5. Garmisch-Partenkirchen – 18 lutego 2005 (zjazd)
6. Garmisch-Partenkirchen – 19 lutego 2005 (zjazd)
7. Val d’Isère – 10 grudnia 2005 (zjazd)
8. Val d’Isère – 11 grudnia 2005 (kombinacja)
9. Kitzbühel – 21 stycznia 2006 (zjazd)
10. Bormio – 28 grudnia 2006 (zjazd)
11. Bormio – 29 grudnia 2006 (zjazd)
12. Beaver Creek – 30 listopada 2007 (zjazd)
13. Val Gardena – 15 grudnia 2007 (zjazd)
14. Val Gardena – 20 grudnia 2008 (zjazd)
15. Val d’Isère – 12 grudnia 2009 (supergigant)
16. Lake Louise – 27 listopada 2010 (zjazd)
17. Val Gardena – 17 grudnia 2010 (supergigant)
18. Bormio – 29 grudnia 2010 (zjazd)
19. Kvitfjell – 12 marca 2011 (zjazd)

#### Pozostałe miejsca na podium w zawodach
1. Kitzbühel – 21 stycznia 2001 (kombinacja) – 2. miejsce
2. Val d’Isère – 8 grudnia 2001 (zjazd) – 3. miejsce
3. Val Gardena – 15 grudnia 2001 (zjazd) – 2. miejsce
4. Kitzbühel – 20 stycznia 2002 (kombinacja) – 3. miejsce
5. Sankt Moritz – 2 lutego 2002 (zjazd) – 3. miejsce
6. Beaver Creek – 7 grudnia 2002 (zjazd) – 2. miejsce
7. Val Gardena – 21 grudnia 2002 (zjazd) – 2. miejsce
8. Bormio – 11 stycznia 2003 (zjazd) – 2. miejsce
9. Wengen – 18 stycznia 2003 (zjazd) – 2. miejsce
10. Lake Louise – 30 listopada 2003 (supergigant) – 2. miejsce
11. Val Gardena – 20 grudnia 2003 (zjazd) – 2. miejsce
12. Chamonix – 10 stycznia 2004 (zjazd) – 3. miejsce
13. Kitzbühel – 23 stycznia 2004 (supergigant) – 3. miejsce
14. Lake Louise – 27 listopada 2004 (zjazd) – 3. miejsce
15. Lake Louise – 28 listopada 2004 (supergigant) – 3. miejsce
16. Beaver Creek – 3 grudnia 2004 (zjazd) – 3. miejsce
17. Val d’Isère – 11 grudnia 2004 (zjazd) – 3. miejsce
18. Bormio – 29 grudnia 2004 (zjazd) – 2. miejsce
19. Chamonix – 8 stycznia 2005 (zjazd) – 3. miejsce
20. Val Gardena – 17 grudnia 2005 (zjazd) – 2. miejsce
21. Wengen – 14 stycznia 2006 (zjazd) – 2. miejsce
22. Beaver Creek – 6 grudnia 2008 (supergigant) – 3. miejsce
23. Bormio – 28 grudnia 2008 (zjazd) – 3. miejsce
24. Kitzbühel – 24 stycznia 2009 (zjazd) – 2. miejsce
25. Kvitfjell – 6 marca 2009 (zjazd) – 2. miejsce
26. Kvitfjell – 7 marca 2009 (zjazd) – 2. miejsce
27. Lake Louise – 29 listopada 2009 (supergigant) – 3. miejsce
28. Bormio – 29 grudnia 2009 (zjazd) – 3. miejsce
29. Kitzbühel – 22 stycznia 2010 (supergigant) – 2. miejsce
30. Kvitfjell – 11 marca 2011 (zjazd) – 3. miejsce

- W sumie (19 zwycięstw, 15 drugich, 15 trzecich miejsc)